# Ichneumon scopator
Ichneumon scopator (лат.) — вид наездников-ихневмонид рода Ichneumon из подсемейства Ichneumoninae (Ichneumonidae). Название вида scopator связано с небольшим, но отчетливым выступом (scopa) на задних тазиках.

## Распространение
Юго-Восточная Азия: Китай, провинция Юнь на высоте 3900 м.

## Описание
Наездники крупного размера, длина 11 мм; основная окраска чёрного цвета со светлыми отметинами. Жгутик усика почти нитевидный, с 33 члениками; 1-й флагелломер в 1,5 раза длиннее своей ширины; преапикальный членик жгутика имеет длину 0,6 × ширины. Висок умеренно и округло сужен за глазом. Грудь грубо шершаво-пунктированная, тусклая. Лицо с плотной пунктировкой, блестящее. Наличник с редкой пунктировкой, сильно блестящий. Щека видна сбоку, равна 1,3 × ширины глаза, вентрально с редкими точками. Малярный промежуток длинный, равен 1,4 × ширины основания мандибул и 1,3 × как длина 1-го членика жгутика. Генитальный киль достигает гипостомального киля далеко от основания мандибул; оба киля низкие. Задние тазики густо пунктированы, с небольшой отчетливой скопой (scopa) апико-вентрально (её длина равна 0,2 × заднего тазика).
Общая чёрная окраска тела перемежается светлыми отметинами на разных его частях. Членики жгутика с 7 по 13-й дорсально цвета слоновой кости. Лапки, мандибулы, наличник, лицо за исключением двух парамедианных черных пятен, орбиты, темя и скапус усика красные. Лобная орбита с узкой желтоватой полосой. Лобные и верхние края переднеспинки, мезоскутума и тегула красные. Скутеллум и постскутеллум желтые. Боковая сторона постпетиолюса и все тергиты красные. 2-4-й тергиты с поперечными черными базальными полосами; 6-й и 7-й тергиты со срединными пятнами цвета слоновой кости. Коксы и трохантеры черные; передние и средние тазики апикально, задние тазики дорсально и все трохантели красные. Бёдра черные, но красноватые в верхней части. Голени и лапки красные. Крылья с желтоватым вкраплением. Птеростигма желтоватая.
Вид был впервые описан в 2023 году немецким энтомологом Маттиасом Риделем (Zoologische Staatssammlung München, Мюнхен, Германия) по материалам из Китая.